# Geminga

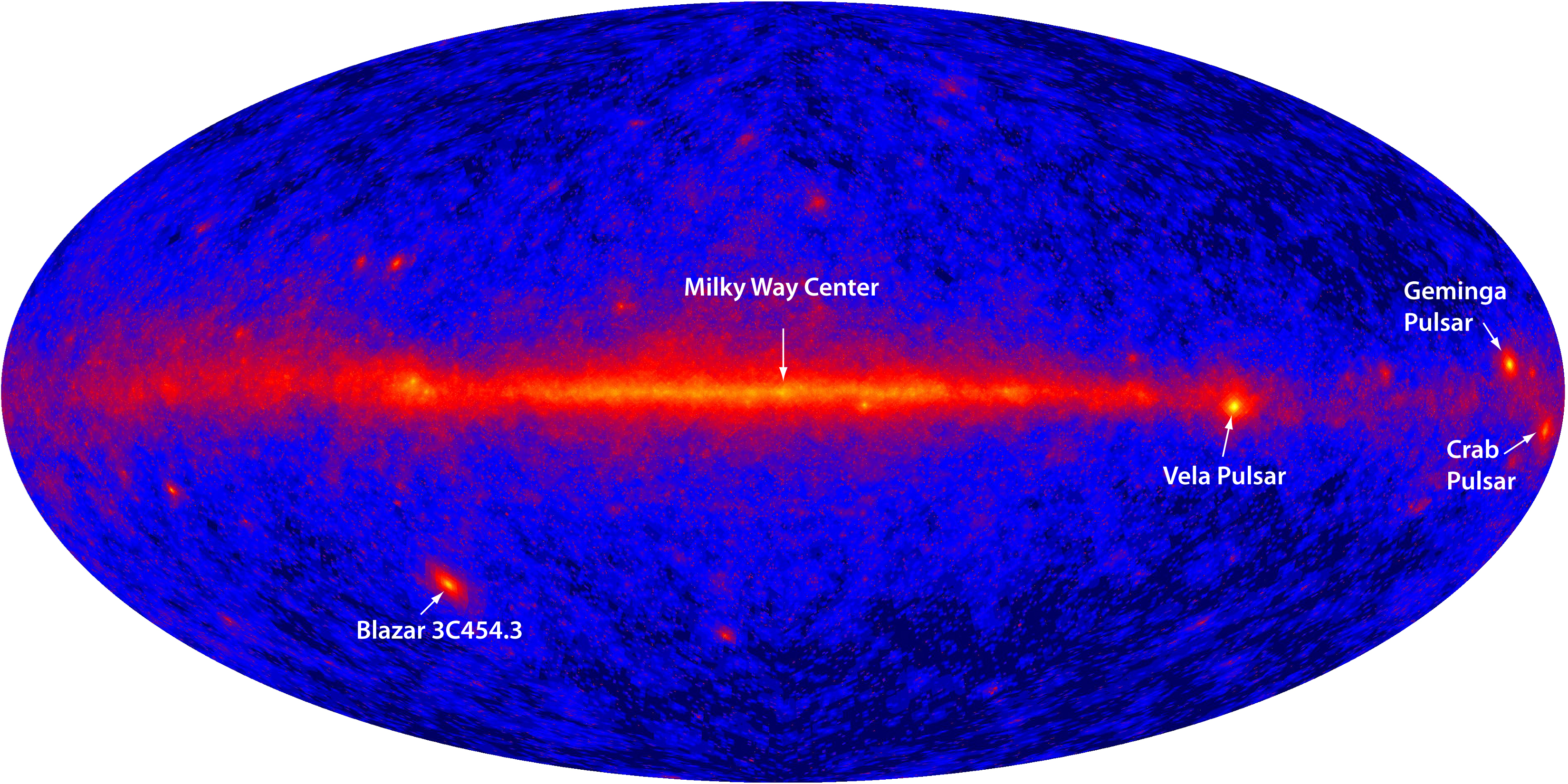
Localização de Geminga na Via Láctea.

Geminga é uma estrela de nêutrons localizada a cerca de 552 anos-luz do Sol, na constelação Gemini. Seu nome é uma contração de "fonte de raios gama" e gh'è minga (que significa "não está ali" no idioma lombardo.